# Qagchêng

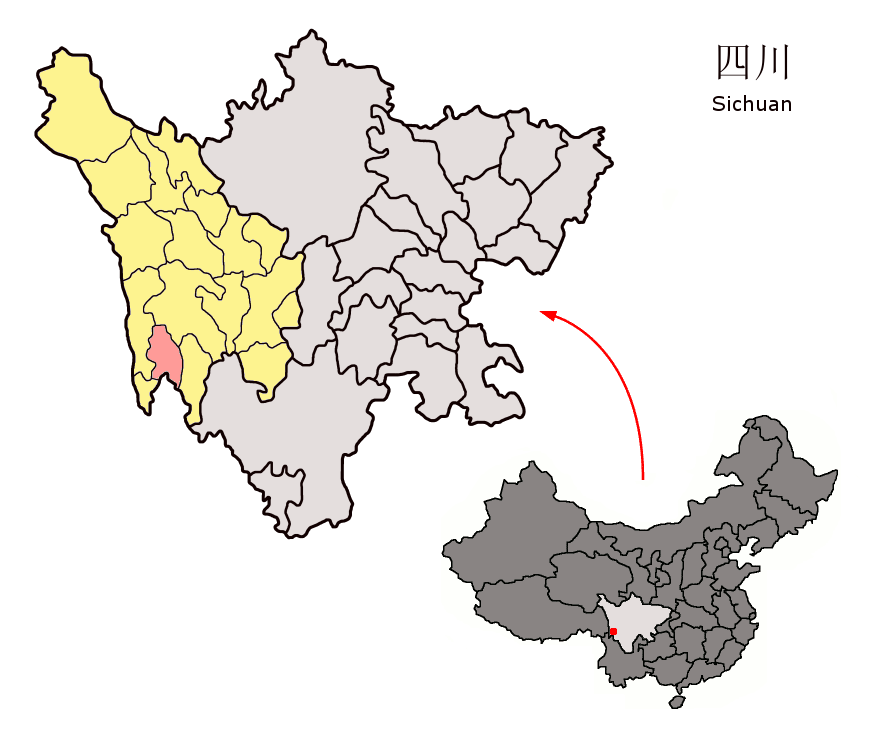
Lage des Kreises Qagchêng innerhalb von Sichuan.

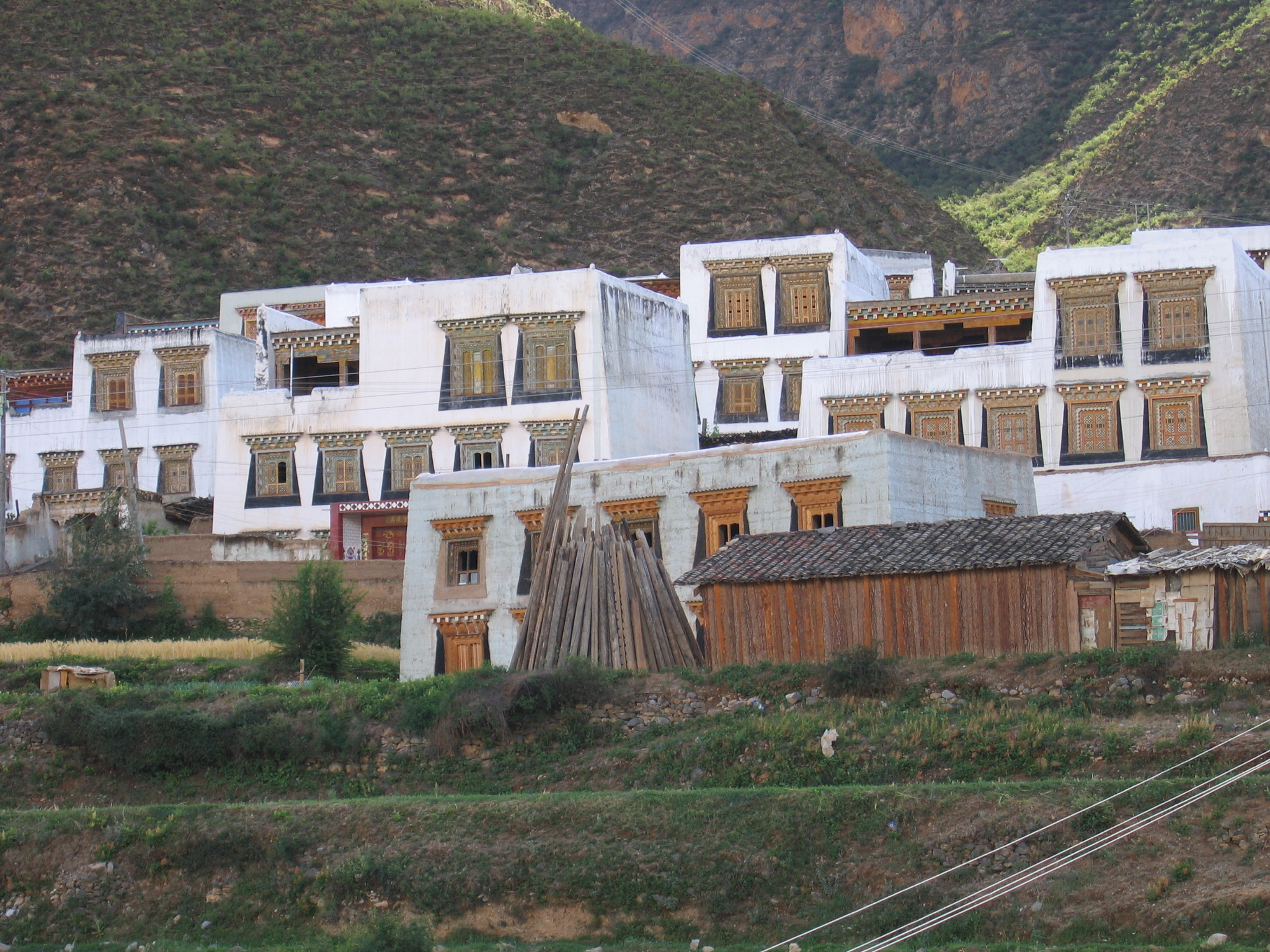
Typische weißgetünchte Häuser in Qagchêng.

Qagchêng (tibetisch: ཆ་ཕྲེང།, Wylie-Umschrift: cha phreng, auch Chathreng bzw. Xiangcheng, chinesisch 乡城县, Pinyin Xiàngchéng Xiàn) ist ein Kreis, der zum Verwaltungsgebiet des Autonomen Bezirks Garzê der Tibeter im Nordwesten der chinesischen Provinz Sichuan gehört. Sein Hauptort ist die Xambala (Xiāngbālā 香巴拉镇). Er hat eine Fläche von 4.570 km² und zählt 31.407 Einwohner (Stand: Zensus 2020).

## Administrative Gliederung
Auf Gemeindeebene setzt sich der Kreis aus einer Großgemeinde und elf Gemeinden zusammen. Diese sind:
- Großgemeinde Xiangbala 香巴拉镇, Hauptort, Sitz der Kreisregierung

- Gemeinde Nisi 尼斯乡
- Gemeinde Shagong 沙贡乡
- Gemeinde Shuiwa 水洼乡
- Gemeinde Qingde 青德乡
- Gemeinde Qingmai 青麦乡
- Gemeinde Ranwu 然乌乡
- Gemeinde Dongsong 洞松乡
- Gemeinde Randa 热打乡
- Gemeinde Dingbo 定波乡
- Gemeinde Zhengdou 正斗乡
- Gemeinde Baiyi 白依乡

## Ethnische Gliederung der Bevölkerung (2000)
Beim Zensus im Jahr 2000 hatte Qagchêng 26.879 Einwohner.
| Name des Volkes | Einwohner | Anteil  |
| --------------- | --------- | ------- |
| Tibeter         | 24.849    | 92,45 % |
| Han             | 1.932     | 7,19 %  |
| Bai             | 37        | 0,14 %  |
| Hui             | 19        | 0,07 %  |
| Yi              | 10        | 0,04 %  |
| Uiguren         | 9         | 0,03 %  |
| Mongolen        | 6         | 0,02 %  |
| Qiang           | 4         | 0,01 %  |
| Miao            | 4         | 0,01 %  |
| Zhuang          | 4         | 0,01 %  |
| Sonstige        | 5         | 0,02 %  |